# اتينا لوكانا
اتينا لوكانا هي كومونا في المحافظة ساليرنو في منطقة كامبانيا في الجنوب الغربي بإيطاليا.

## تاريخ
تعد أتينا لوكانا واحدة من أعرق المستوطنات في فالو دي ديانو, كما يشهد على ذلك وجود جدران مغليثية تعود إلى عصور ماقبل التاريخ , وفي وقت لاحق كانت يونانية مركز تجاري , قلعة لوكاني و بلدية الرومان في العصر الإمبراطوري كانت المعابد مخصصة لكوكب المشتري, سايبيل , إيسكولابيوس , هرقل , باث , مدرج , وربما فورم.
في حوالي القرن التاسع دمرها المغيرون المسلمون , بعد ذلك , كانت إقطاعية لبارونيين مختلفين العائلات , في القرن التاسع عشر هاجر الكثير من السكان إلى أمريكا الشمالية والجنوبية.

## المعالم السياحية الرئيسية
- كنيسة القديس نيكولاس (القرن التاسع)
- كنيسة سانتا ماريا ماجوري
- منطقة سيروني الأثرية
- قلعة
- الجدران المغليثية (القرن الرابع قبل الميلاد)

## المهرجانات
يوم العيد الشعبي في أتينا لوكانا هو عيد سان سيرو , الذي يحتفل به يوم الأحد الثالث من مايو, النساء لإظهار إخلاصهن , يحملن أهرامات كبيرة الشموع على رؤسهم في موكب , يذهب الكثير منهم حافي القدمين ايضًا لإظهار تفانيهم أو لطلب الشفاء من القديس.

## المدن التوأم
- Meliki، Greece